# 喬治·林貝克
喬治·林貝克（英語：George Lindbeck，1923年3月10日—2018年1月8日），生於中國洛陽，美國路德會神學家，現為耶魯大學路德教授。林貝克被視為後自由神學的代表人物之一。他曾以世界信義會聯合會的官方觀察員身份參與第二次梵蒂岡大公會議。

## 生平
林貝克於1923年出生在一個瑞典裔美國人的家庭。他的雙親均為路德會宣教師。生於中國洛陽，在中國和韓國住了十七年。他於1951年開始於耶魯大學當助理教授 (1951-1962)，後又一直當教授至1993年(1964-1993)。

## 學說
林貝克於1984年出版了《教義的本質：後自由主義時代的宗教及神學》（The Nature of Doctrine: Religion and Theology in a Postliberal Age）一書，採納了後期維特根斯坦的語言遊戲理論以及克里福得·葛茲的宗教觀。因為在與其他宗教對話的過程，看見了一個問題：許多的尋求合一的宗教會議中提出的報告中指出，無論是天主教或新教的神學家，在諸多的教義問題上已經達成一致的看法。因為在報告中宣稱了教義的看法一致，而各自卻仍然堅持那不可撼動的信念，這是矛盾且不可能會發生的事。 為了突破教義上的分歧，他提出「文化－語言」的進路來解讀教義，把基督教義理理解為一種“規則系統”。「文化－語言」的進路，既有別於「認知－命題」的進路，同時也異於「經驗－表現」的進路。

### 認知－命題
強調教義是作為信仰相關實在的知識命題或真理論斷的功能，例如：「因信稱義」的教義，對於＜認知－命題論＞者來說這是一項客觀的事實，是上帝救贖的運作方式，得救來自於因信神兒子的名，別無他法。
他認為這是天真又沒有安全感的人所持守的信念，這個信念會導致普世教會無法真實合一。因為持這樣觀點來看教義或教義中的真理，這些命題式的真理被視為永恆不變、是客觀事實的，既是如此真的就是恆真、假的就是恆假。過去在不同教會或教派中所堅持的主要教義，在過去不相容為何今日會相通或和諧呢？難道是過去的堅持對於今日的教會群體不再具有真實的意義、或是在對談間有人退縮、妥協、背棄了自己的傳統。在這樣的基礎下合一，是虛假的合一而非真實的落實信仰中的合一觀。 

### 經驗－表現
為教義是「內心的情感、態度、意識或生存的取向」，這種教義的研究的進路強調宗教的經驗，而宗教只是經驗的外在表現。持守這樣信念的自由主義者相信：每個人內心都有相同的核心經驗，各種不同的宗教只是用不同的型態、方式、或象徵表現出來而已。這種核心經驗是一種「可分離出的相遇經驗」或指「不需經過默想而對於超自然的認知」。
他認為經驗的觀念太過空泛，無法被界定、實驗及推理，而宣稱「不同宗教有共同的核心經驗」是容易的，雖然邏輯上是有可能的，但是「經驗」卻是難以形容、無法被證實的。

### 文化－語言
受到許多非基礎主義思想的影響，例如：語言哲學、敘事派思想、意識型態與文化符號體系等思潮。

他認為宗教被體現在某個文化的神話或敘事故事之中，且被極大的儀式化成為一綜合性的解釋體系，它將這個群體制約在一種文化之中，這套文化影響著社群對於自我和世界的經驗與認識。所以宗教可以被看成決定全部生活與思想的文化或語言的框架，它主要表達的不是一套不變的真理、或是作為情感、態度的表達符號，而是建構一宗教的文化與思想。所以他認為一個基督徒（宗教徒），要熟練掌握所屬宗教宗教的符號系統，並以此來解釋、體驗自我與上帝。

用此觀點來解釋「唯獨基督」的救恩議題：

依林貝克的看法，既然信道是從聽道而來，離道或背道必須在聽道的情況下才算成立，也就是說人必須要先學會基督教中有關於基督救恩的語言，才能來談得不得救的問題，若他聽到了這樣的教義，而故意不接受，那麼他就與救恩無份。但對於從未聽過道的人來說，他稱不上拒絕基督，只有在將來面對審判的日子，他才作救恩的選擇。

他認為教會的教義在於作為社群中公共權威的規則，當人們用這樣的角度來看信仰中的教義或真理時，被可以達到不放棄堅持有可以合一的可能性。因為若視為一群體共同持有的規則，那麼它就有其範圍及限制。如同交通規則，在不同的國家、不同的處境下可以作修改，看似對立但卻都具約束力。

他將教義分為無條件及有條件、永恆及暫時、可逆及不可逆的差異，例如：「愛的律法」就基督教而言是無條件的必然教義，無論任何情況都不可以叫基督徒不愛上帝或不愛鄰舍。而有些規則是有條件的，例如：和平主義，基督徒是否參戰。而有條件的教義有可能會是永恆的，只要這個條件一直存在、這個宗教一直存在，例如：賙濟窮人。至於有條件的教義，有可逆與不可逆的分類，例如：奴隸制，在古代的社會及初代教會，對於奴隸制所採取的態度是善待奴隸，但是隨著歷史的發展，知道可以有一個沒有奴隸的世界，那麼基督徒反對奴隸制的教義就是不可逆轉的教義。當然教義也有可能是偶然發生的，但是卻是對信仰群體有益的就可以被保留，例如：節期。所將所有宗派的教義區分為以上的分類來看，許多的教義就可以被保存並且被接納。例如：三位一體論及基督論是被視為無條件永恆的必然教義，而靈魂不朽的觀點（對於希伯來思想或是現代的人類學觀點來說靈魂不朽不是必然的）被視為有條件或可逆的規則，在彼此對談上就能達到合一的結果。

## 影響
對於林貝克而言建構他的神學思想的主要影響有以下幾點：
- 生於中國，觀察出當時中國的宣教處境，類似於初代教會所面對的宣教背景，而使人接受福音的重要因素是源自於，人們被基督社群所產生的態度、規範、行為所帶出的吸引力所吸引。
- 在中國時早已經接觸各種不同的文化，例如：中國文化、在中國傳教的各個宗派、中國洛陽有自唐朝就遷徙至中國的猶太社群、舅父為天主教家庭...等。並且在任教之後經常參與國內外的宗派合一對談，對象多為天主教。所以特別關注宗教與宗派間的合一對話
- 對於舊約的看法：基督徒應該以正典閱讀的態度來認識舊約，他認為宗教改革之後人們漠視了舊約，忽略了猶太族群看重宗教的正典性及教義對於社群的規範功能，使得基督教走向個人化及屬靈化。
- 早期接觸保守福音派同學與其爭辯嬰兒洗禮的教義過程，使得他注意到宗派間的差異，以及開始探詢信仰本質的議題。

## 著作
- Dialog unterwegs. Eine evangelische Bestandesaufnahme zum Konzil. Vandenhoeck & Ruprecht, Göttingen 1965
- The Nature of Doctrine. Religion and Theology in a Postliberal Age. Philadelphia 1984

## 其他書目
- 林貝克。《教義的本質》。王志成。香港：漢語基督教文化研究所，1997。
- 麥葛福。《基督教神學手冊》。劉良淑、王瑞琦。台北縣：校園書房出版社，1998。